# Kaple svaté Anny (Panenské Břežany)

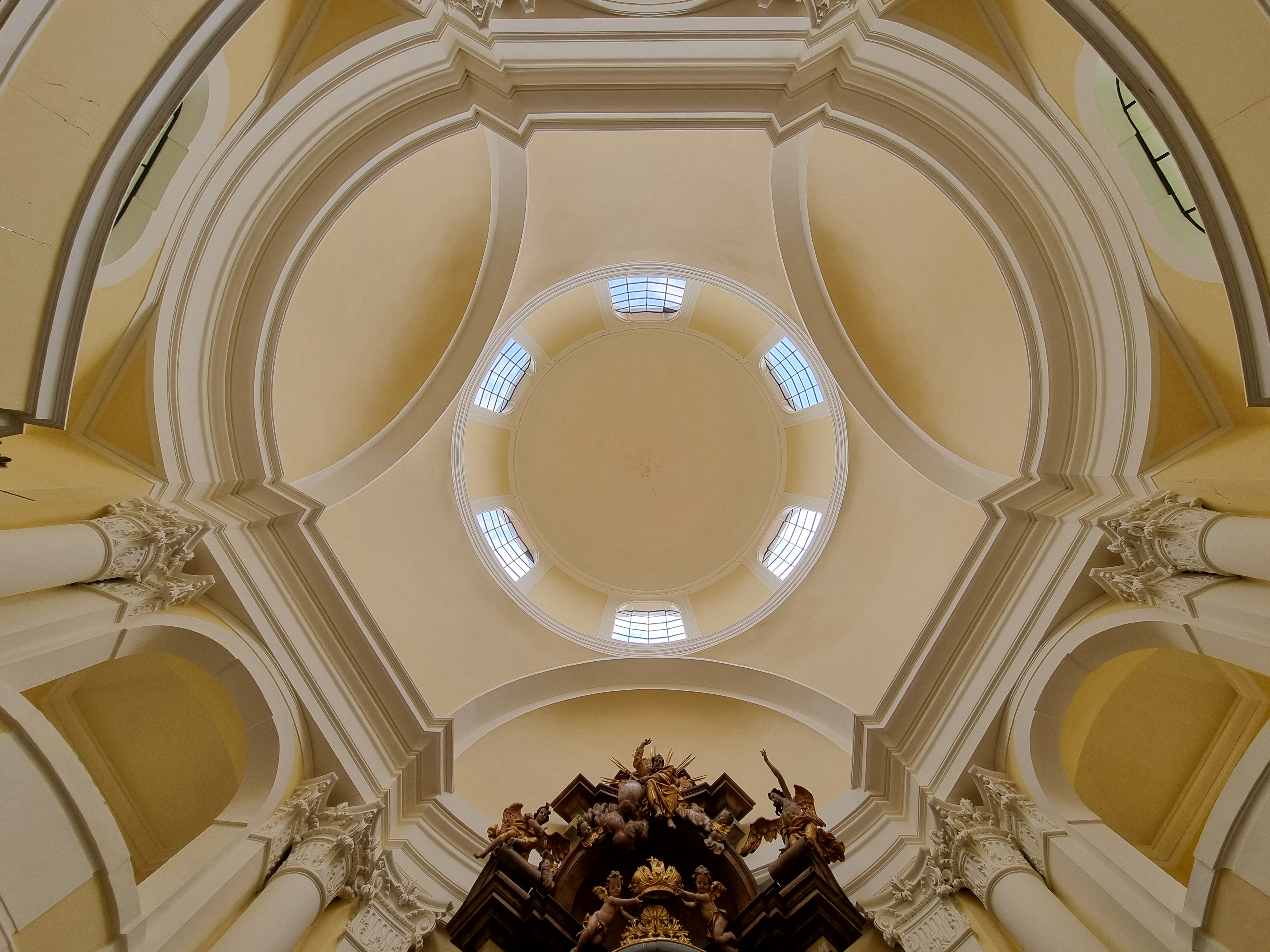
Kopule

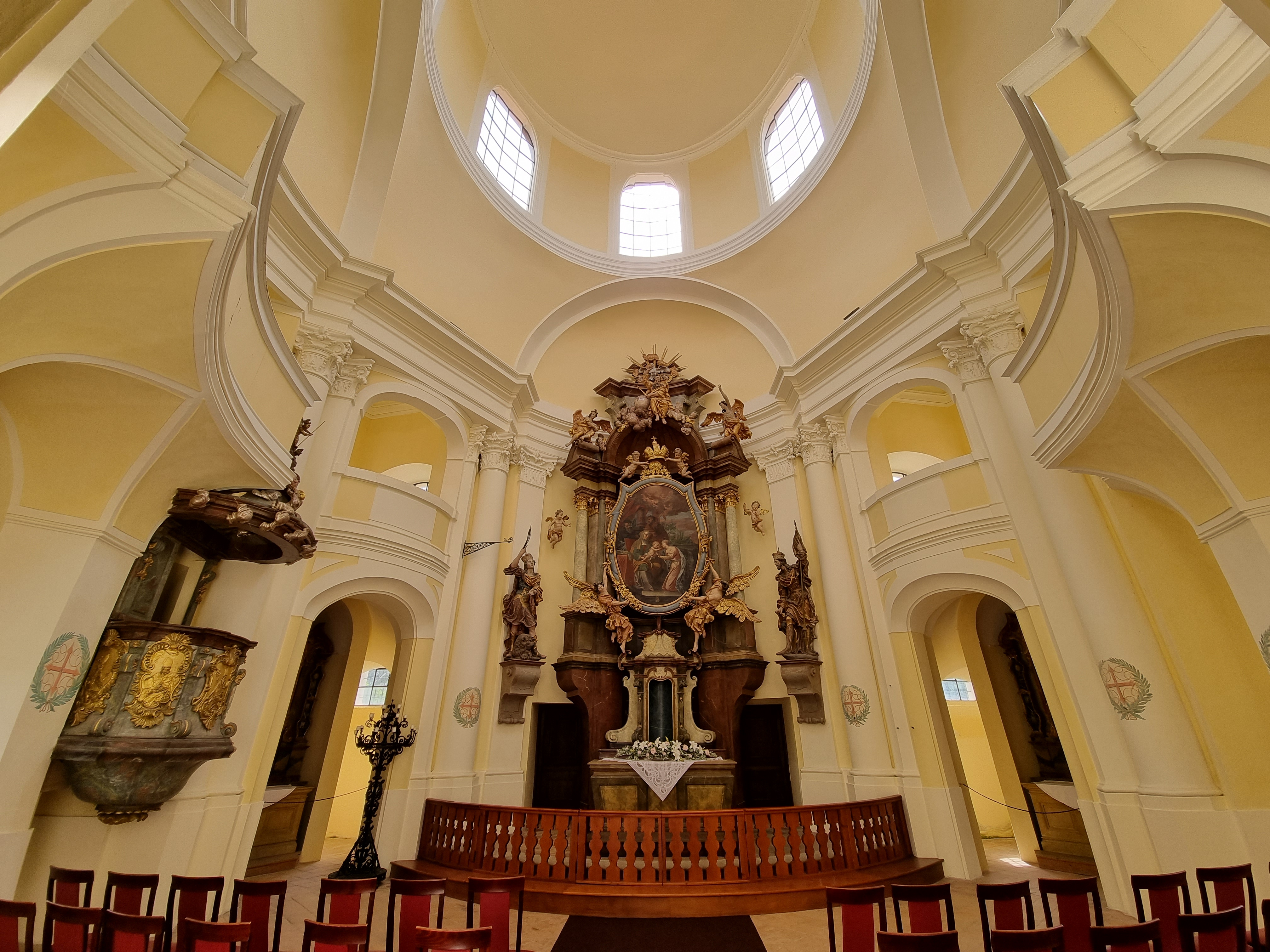
Interiér

Kaple svaté Anny v Panenských Břežanech pochází z let 1705–1707, její autorství je archivně doloženo pro Jana Blažeje Santiniho-Aichela. Stavebníkem byla abatyše kláštera svatého Jiří na Pražském hradě Františka Helena Pieroni da Galiano a stavitelem Filip Spannbrucker. Je chráněna jako kulturní památka České republiky.
Kapli svaté Anny v Břežanech můžeme chápat jako prototyp paprsčité centrály, kterou Santini přivedl k dokonalosti ve svém vrcholném díle zelenohorského kostela svatého Jana Nepomuckého. Stejně jako půdorys tak i jiné architektonické prvky Santini nadále používal ve své tvorbě. Například členěný tambur kupole později ještě zdokonalil a použil v Mladoticích a ve Zvoli. V neposlední řadě touto stavbou vnesl Santini do české vrcholně barokní architektury téma „dutého pilíře“ tím, že vytvořil edikulová pole stěny.

## Lokalita
Kaple svaté Anny se nachází v areálu parku tzv. Horního zámku, který sloužil jako letní sídlo benediktinek od svatého Jiří na Pražském hradě. Stavbu objednala tehdy šedesátiletá abatyše kláštera Helena Pieroni, která byla dcerou architekta a matematika Giovanni Pieroniho. Stavbu podle Santiniho návrhu provedl stavitel Filip Spannbrucker pocházející z rakouské stavitelské rodiny. Archiválie nám dokládají, že z celkových nákladů na stavbu, které činily 3895 zlatých a 20 krejcarů, byla odměna pro stavitele 995 zlatých a Santiniho honorář za plány a autorský dozor dosáhl 180 zlatých. Celá stavba byla dokončena během tří let a s výjimkou přístavby sakristie v roce 1738 nebyla nikdy přestavována. Ideologická koncepce této nevelké kaple je tak zachována v původní úplnosti a dokládá Santiniho ranou tvorbu.

## Architektura
Kaple svaté Anny je příkladem první radiálně rozvinuté paprsčité centrály v Santiniho díle. Je inspirovaná stavbami Francesca Borrominiho a Guarina Guariniho. Z lodi zaklenuté kopulí o třech pendentivech, vybíhají tři kaple, jejichž počet promlouvá o zasvěcení stavby svaté Anně Samotřetí. Stavba vychází z půdorysu soustředěných kružnic. Uprostřed výchozí kružnice o poloměru 14 loktů vznikla pravidelná šestiúhelná loď, kterou ve třech jejích vrcholech pronikají menší kružnice o poloměru 6 loktů, do nichž jsou vepsány pravidelné pětiúhelníky. Tento základní obrazec s využitím dalších pomocných kružnic a využitím principu pootáčení polygonu stanovil přesně propracovaný půdorys.
Exteriér stavby připomíná spíše rovnostranný trojúhelník, v jehož vrcholech jsou boční kaple, než šestibokou centrální stavbu, kterou naznačuje především tambur kupole, ale také ostře vytažená nároží pilířů na styku lodi a bočních pětistěnů. Nad každou boční kaplí je pětiboká lucerna s konkávně skrojenými rohy. Tambur kupole je ve svém vnitřním půdoryse kruhový, ale vnější tvar je šestistěn tvořený šesticí tupoúhlých nárožních pilířů. Válec tamburu je prolamován obrovitými okny s kruhovým záklenkem. Nad nimi je korunní římsa s tříbokými výběhy. Fasáda je členěna rustikovanými lisénami doplněnými ještě lisenovými rámy.
I když se jedná o centrální pravidelnou šestiúhelnou stavbu, tak se v lodi střídají širší a užší stěny, které utváří dojem radiálně protáhlé lodi ve třech směrech. Užší stěny lodí jsou rámovány edikulami tvořenými římsko-jónskými monumentálními sloupy jdoucími přes dvě podlaží a vynášejícími přímý úsek kladí, na který dosedají pendentivy tamburu kopule. Tyto stěny rámované edikulou jsou v přízemí i patře konvexně vypjaté a otevřené arkádou. Proti vstupní předsíni se nachází místo pro hlavní oltář. Obvodová stěna této části je vedena na segmentové křivce a je osazena průběžným kladím pod konchovou klenbou. Další dvě širší stěny polygonu naproti bočním kaplím jsou ve své skladbě velmi komplikované, protože jejich spodní i horní část má odlišný půdorys. V přízemí vyrůstající pilíře tvoří ve svém vrcholu hrotitý oblouk a vynášejí konkávně formovanou visutou emporu. Ve druhém patře je na rovnou stěnu polygonu nasazeno konkávně vedené kladí, na nějž dosedá koncha rozepjatá mezi pendentivy kupole.
Kupole je vynášena třemi pendentivy, mezi nimiž vznikly tři konchové klenby, které jsou odděleny od pendentivů vpadlými inverzními pasy. Konchy a pendentivy společně vytvářejí kruhovou patu tamburu na nějž dosedá kupole.

Boční prostory přístupné z hlavní lodi arkádami jsou dvojího typu. Prvním je předsíň tvořená pětistěnem a klenutá malou klenbou členěnou výsečemi. Po stranách kněžiště jsou do bočních pětiúhelníkových prostorů vsazeny kruhové prostory se šnekovými schodišti vedoucími na empory, v jejichž dutých ramenech jsou drobné kaple.

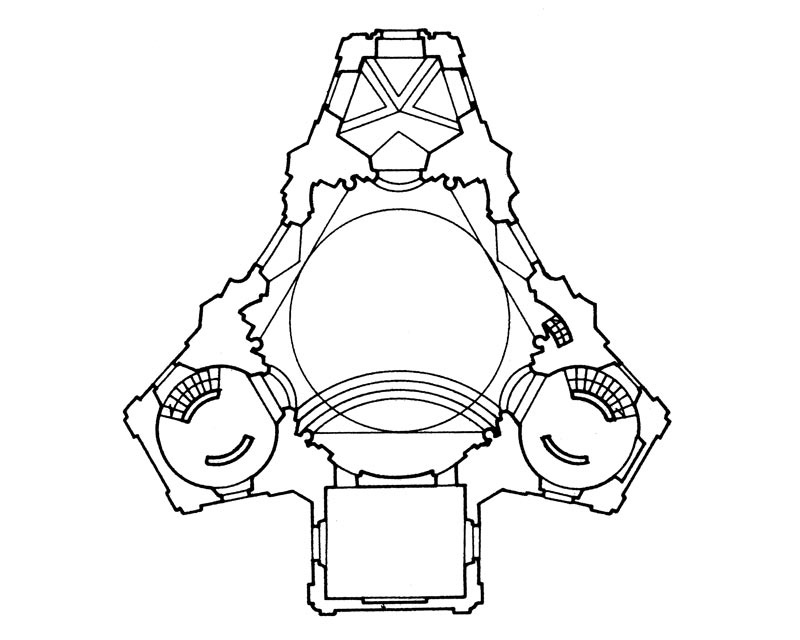
Půdorys kaple

Centrální paprsčitá dispozice stavby vznikla kombinací podnětů z díla Francesca Borrominiho a Guarina Guariniho, které Santini studoval během své cesty po Itálii. Tvary oken a rustikovaná nároží zase připomínají Matheyův kostel svatého Františka z Assisi na Starém Městě v Praze.
V půdorysné dispozici se Santini jistě nechal inspirovat v kostele Sant'Ivo alla Sapienza v Římě od Borrominiho, který zde rozvinul téma centrálního šestiúhelníku, radiálně rozvinutého opsáním trojúhelníků. Jiným inspiračním zdrojem je Borrominiho kostel San Carlo alle Quattro Fontane, který sice vychází z jiného půdorysného rozvrhu, ale je v něm stejně jako v Panenských Břežanech uplatněna myšlenka střídání edikulových polí pod pendentivy a výklenkových polí mezi nimi. Vztah mezi třemi bočními centrálami a ústřední centrálou řešil již Guarini v kapli Sindone v Turíně, kde Santini během své italské cesty nepochybně také byl, protože poznal jak realizované Guariniho stavby tak i jeho zachovanou plánovou dokumentaci. Můžeme také říci, že Santiniho v Guariniho díle zaujala především práce se světlem jíž se zabýval ve svém filozofickém díle. Z Říma si Santini přinesl nepochybně také znalost díla Carla Fontany a Andrey Pozza, především jeho návrh koleje s vloženým kostelem na půdorysu trojúhelníku se šestibokou lodí a střední kupolí.

## Vnitřní výzdoba
Hlavní oltář je zdoben sochařskou složkou z dílny Matěje Václava Jäckela z roku 1707. Oltářní architektuře tvořené archou a sloupy vynášejícími rozeklaný fronton dominuje obraz svaté Anny Samotřetí od pražského malíře Jana Ongherse nesený dvěma anděly. Po stranách stojí na konzolách sochy českých patronů svatého Václava a svatého Víta. Kazatelna je barokní se stříškou, na níž je drobná socha svatého Jiří v boji s drakem a řečniště zdobí reliéfy církevních učitelů. Pod bočními emporami jsou malé oltáře s obrazy svatého Jana Nepomuckého a svatého Isidora s obrazy od Josefa Mathausera z roku 1891.

## Galerie

Venkovní pohledy na kapli
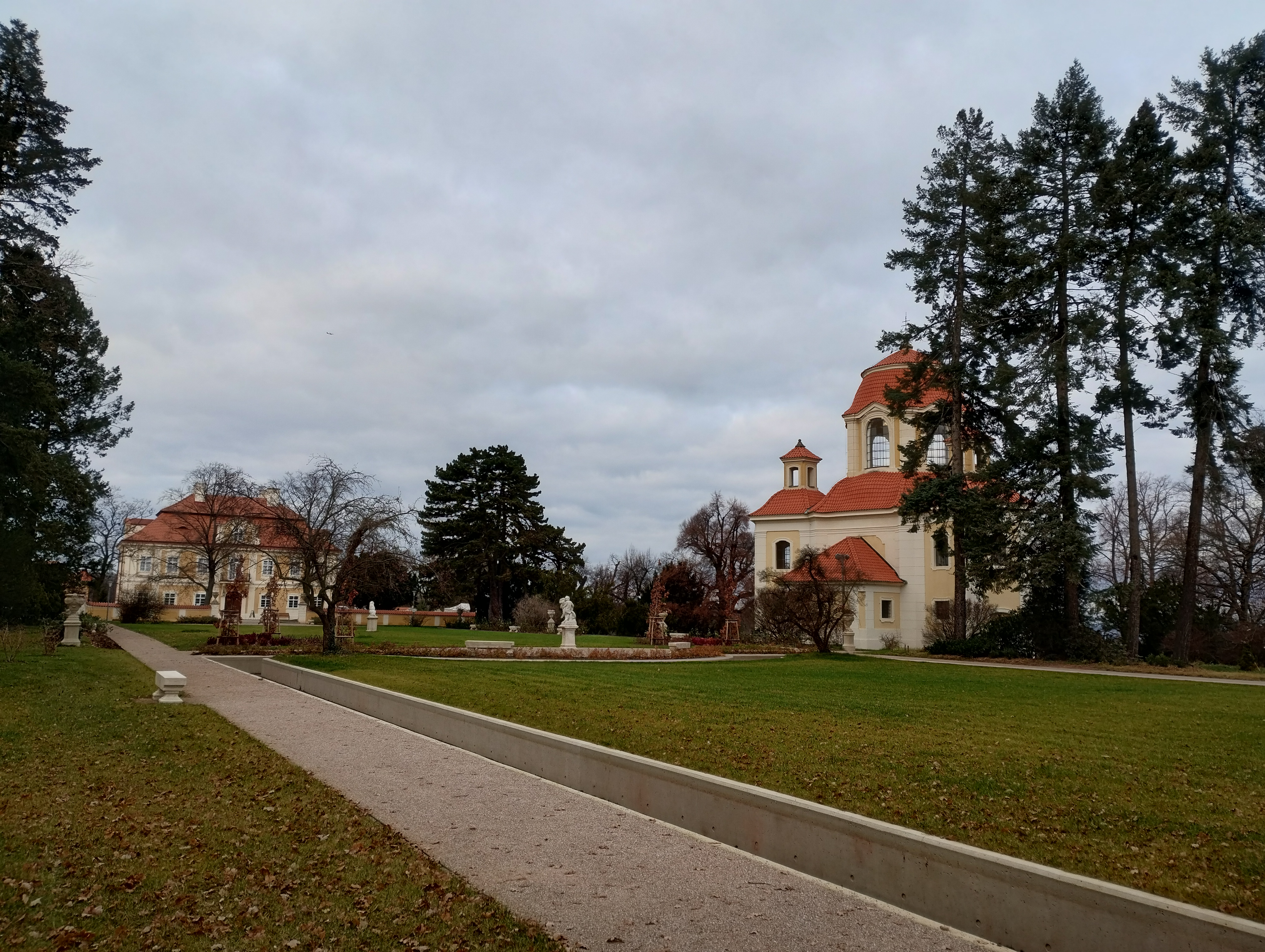
Pohled ze zámeckého parku: vlevo Horní zámek, vpravo kaple sv. Anny
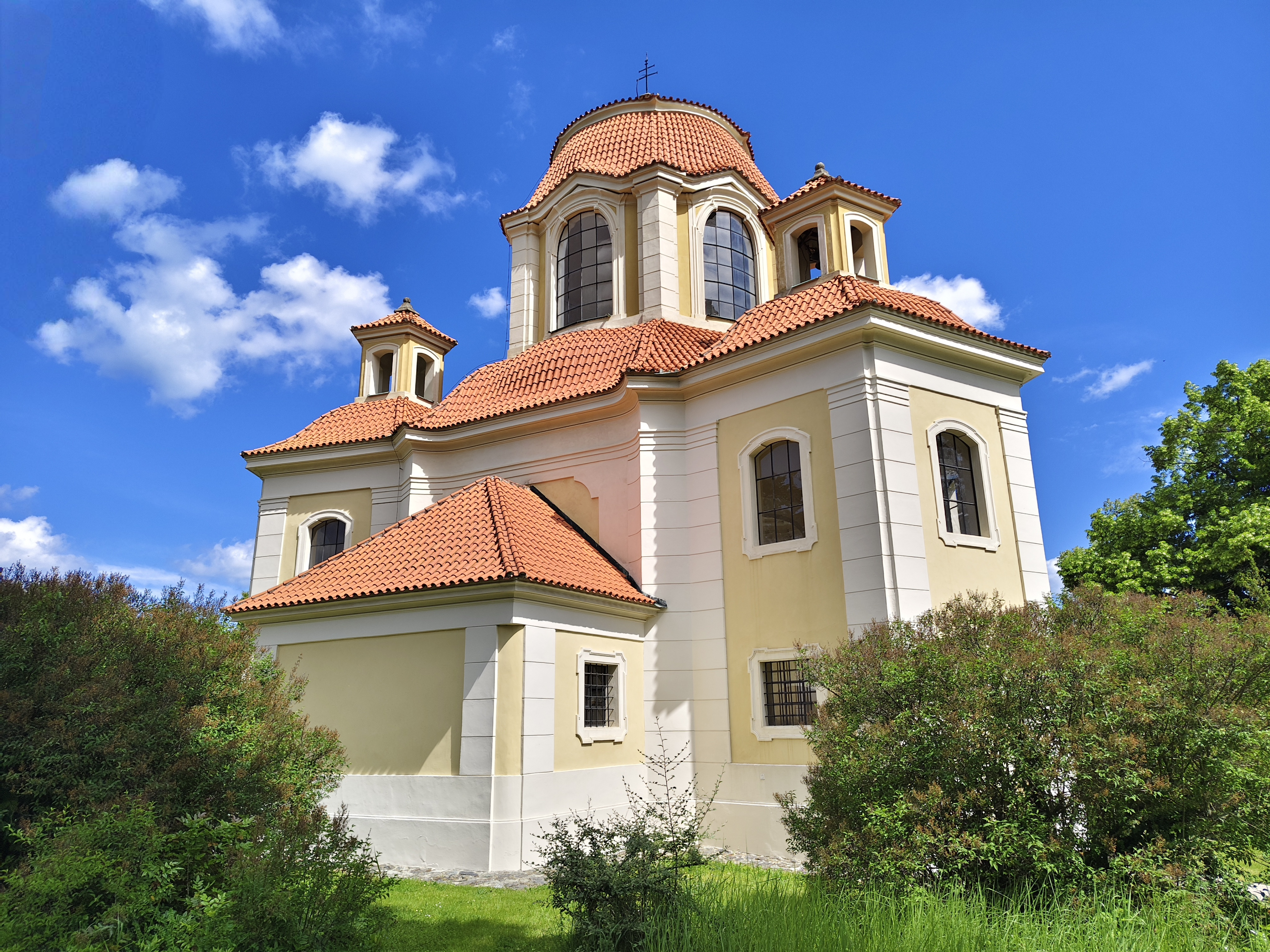
Zasazení v zeleni vegetace zámeckého parku
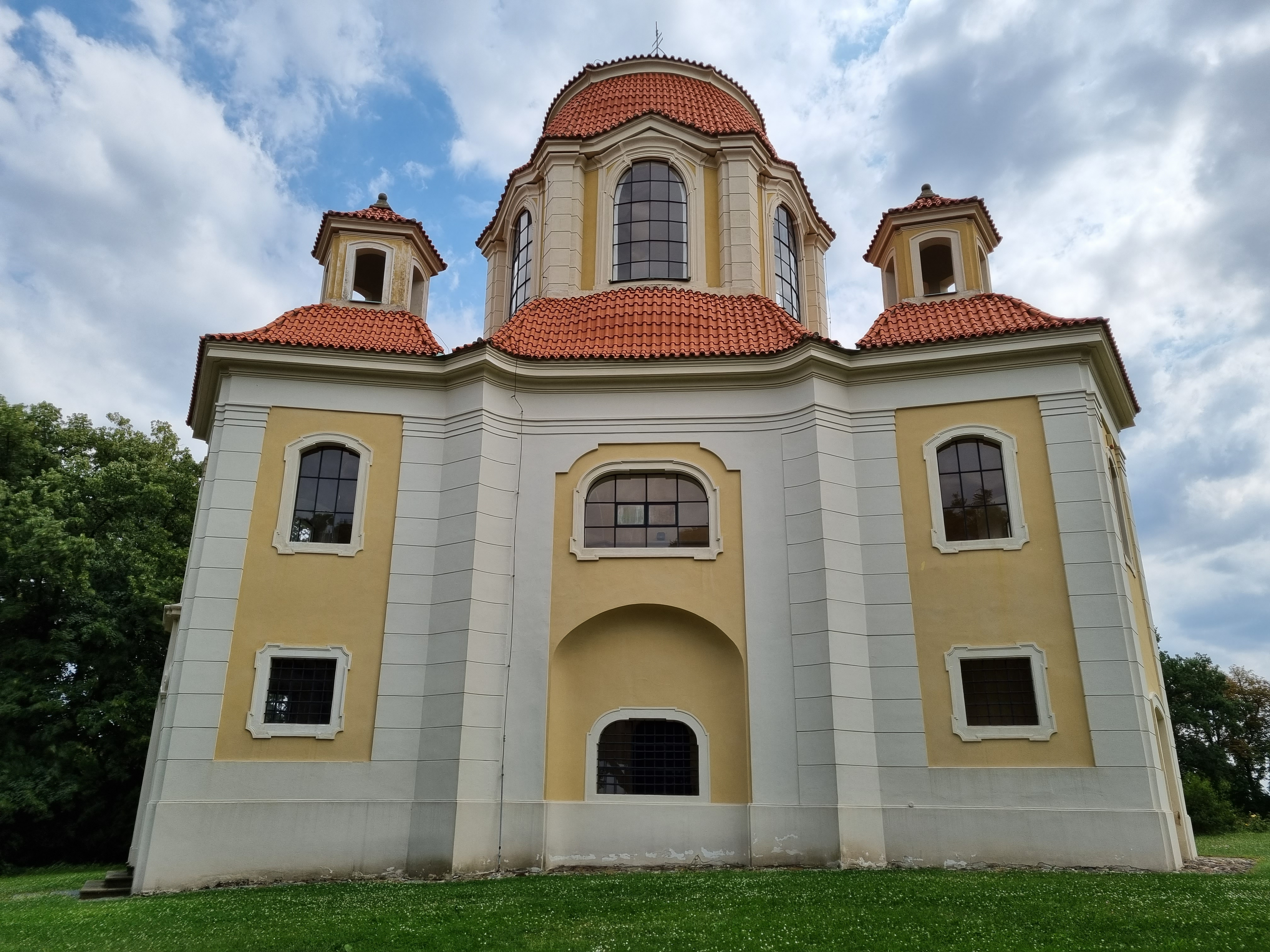
Severní průčelí
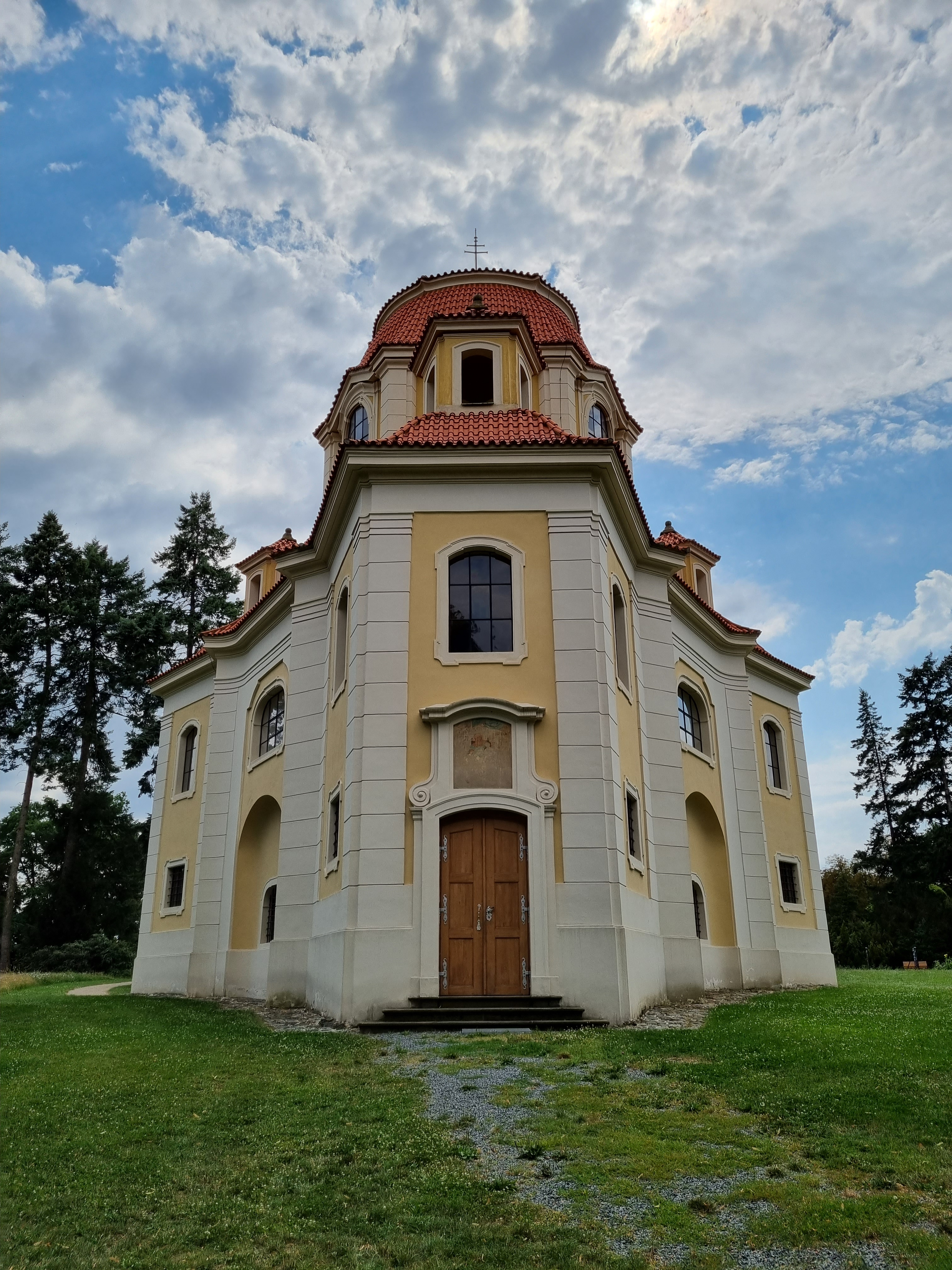
Hlavní vstup

Význačné prvky interiéru
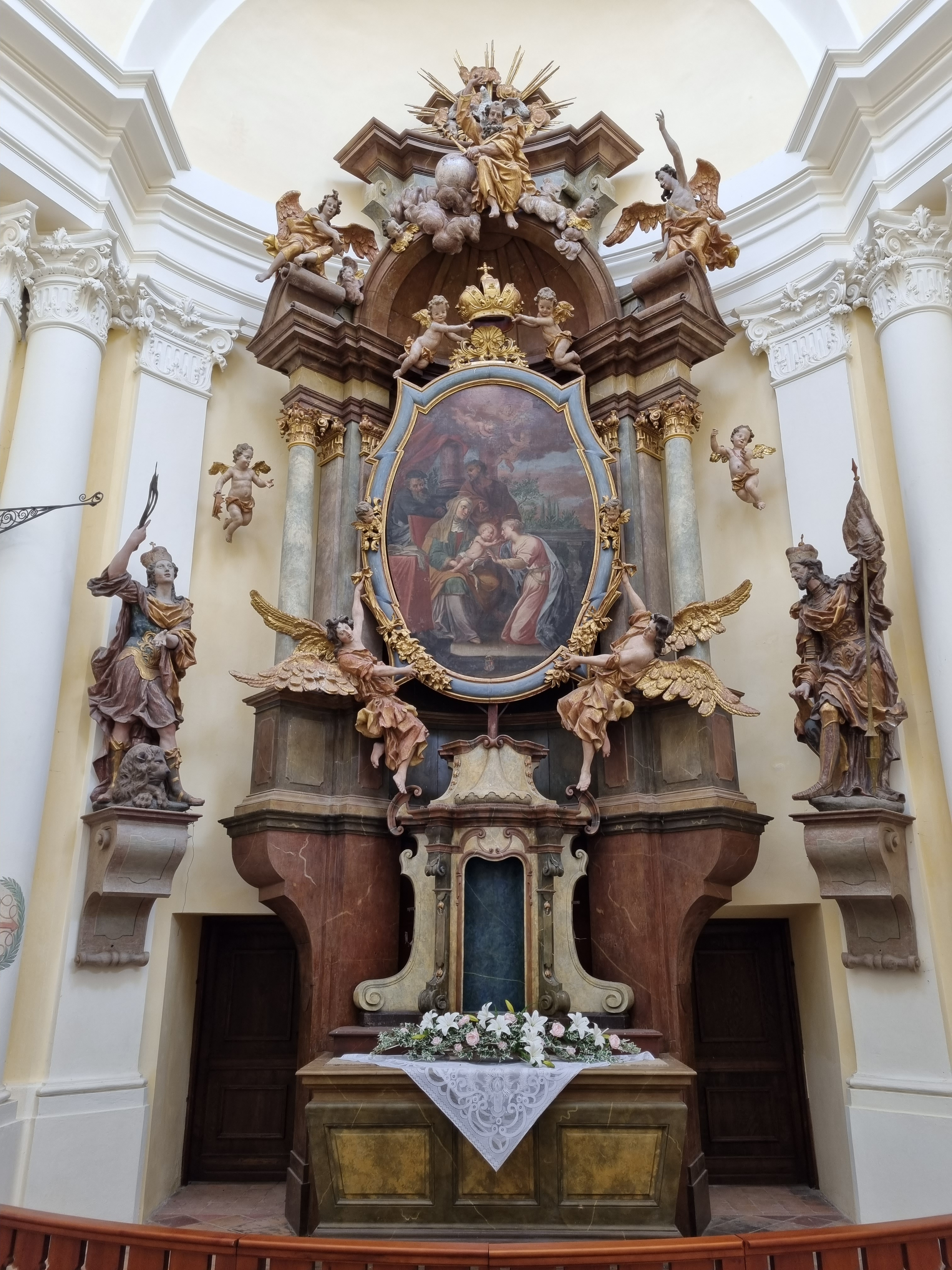
Hlavní oltář
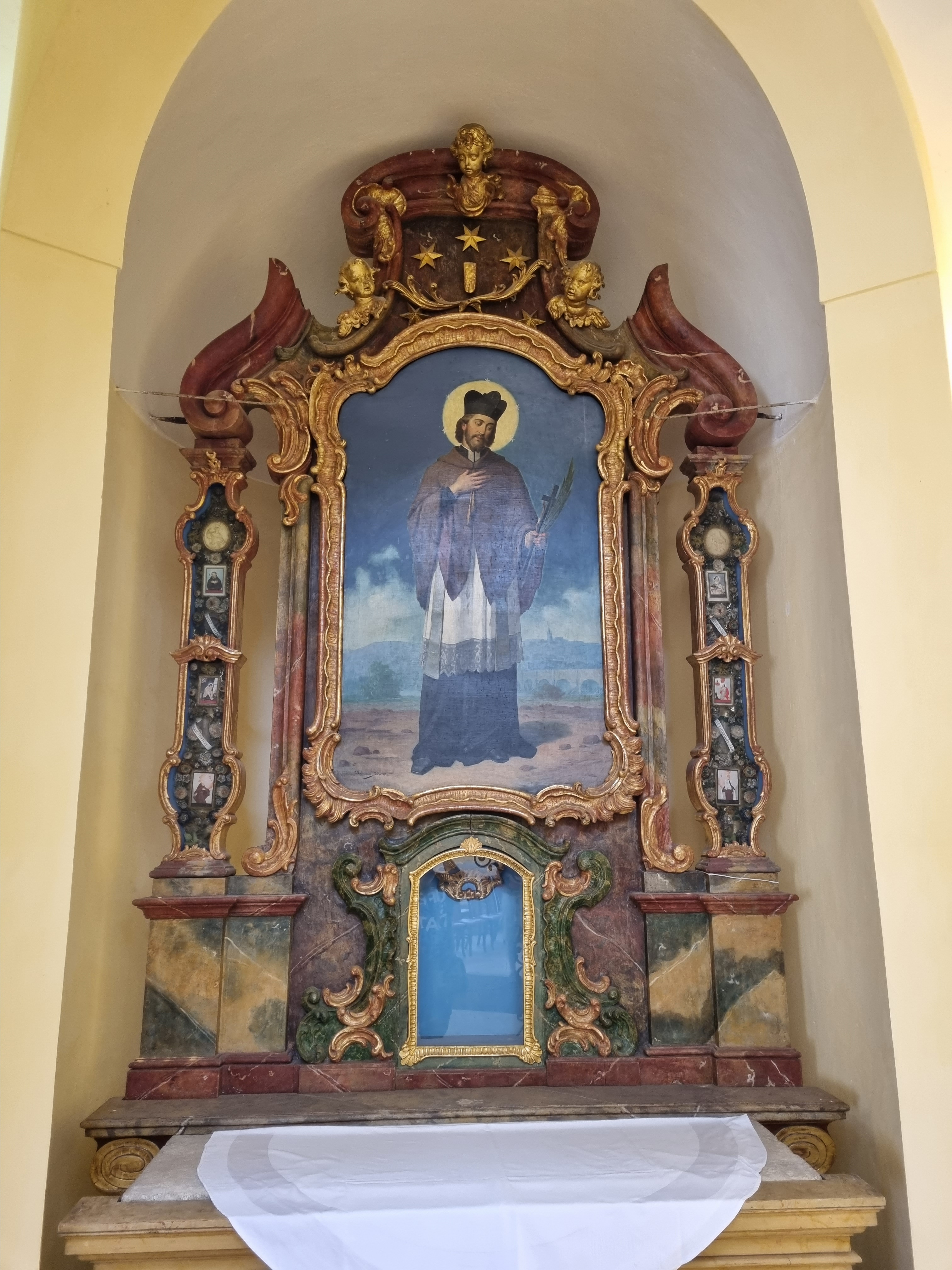
Oltář sv. Jana Nepomuckého
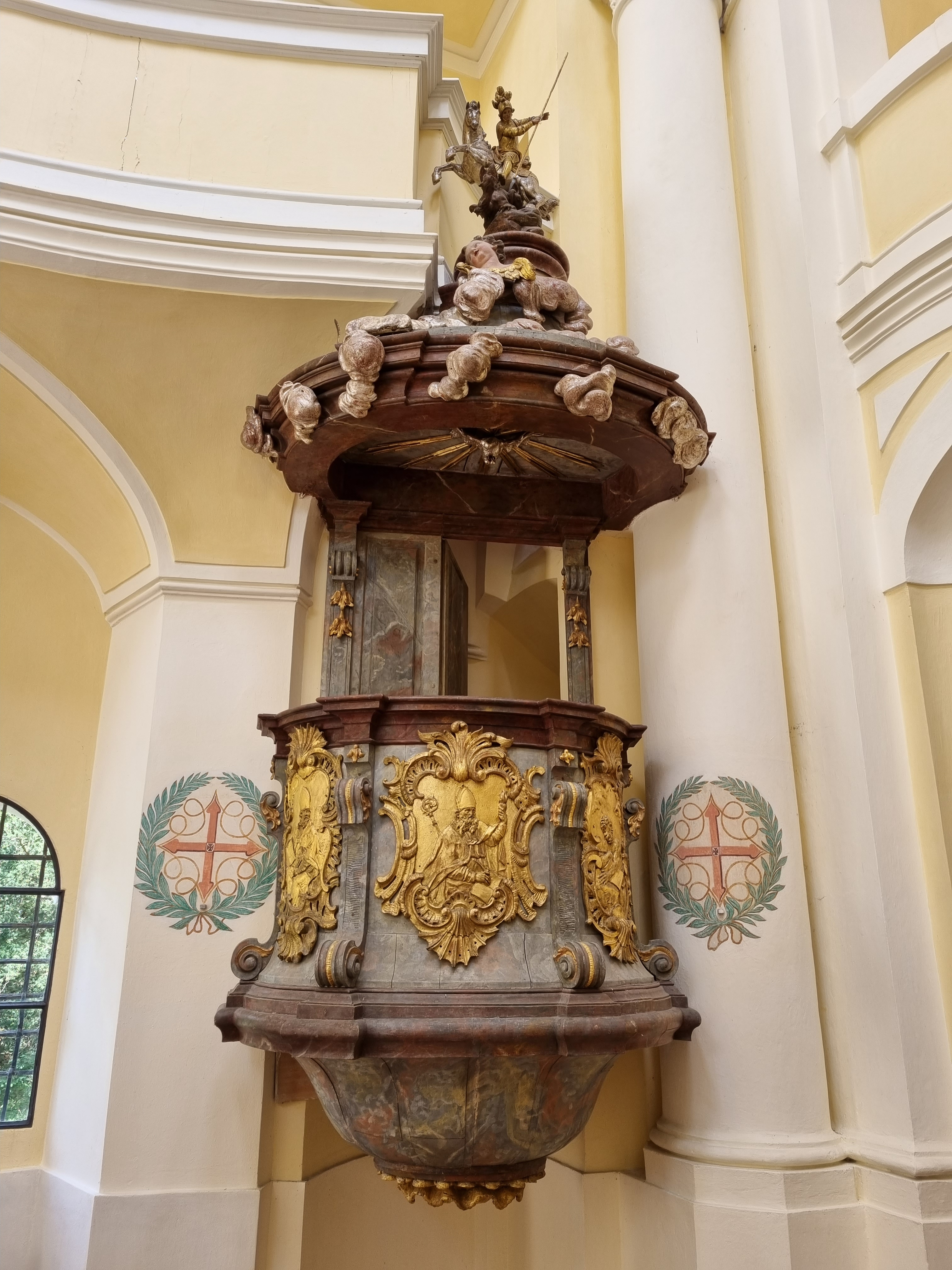
Kazatelna
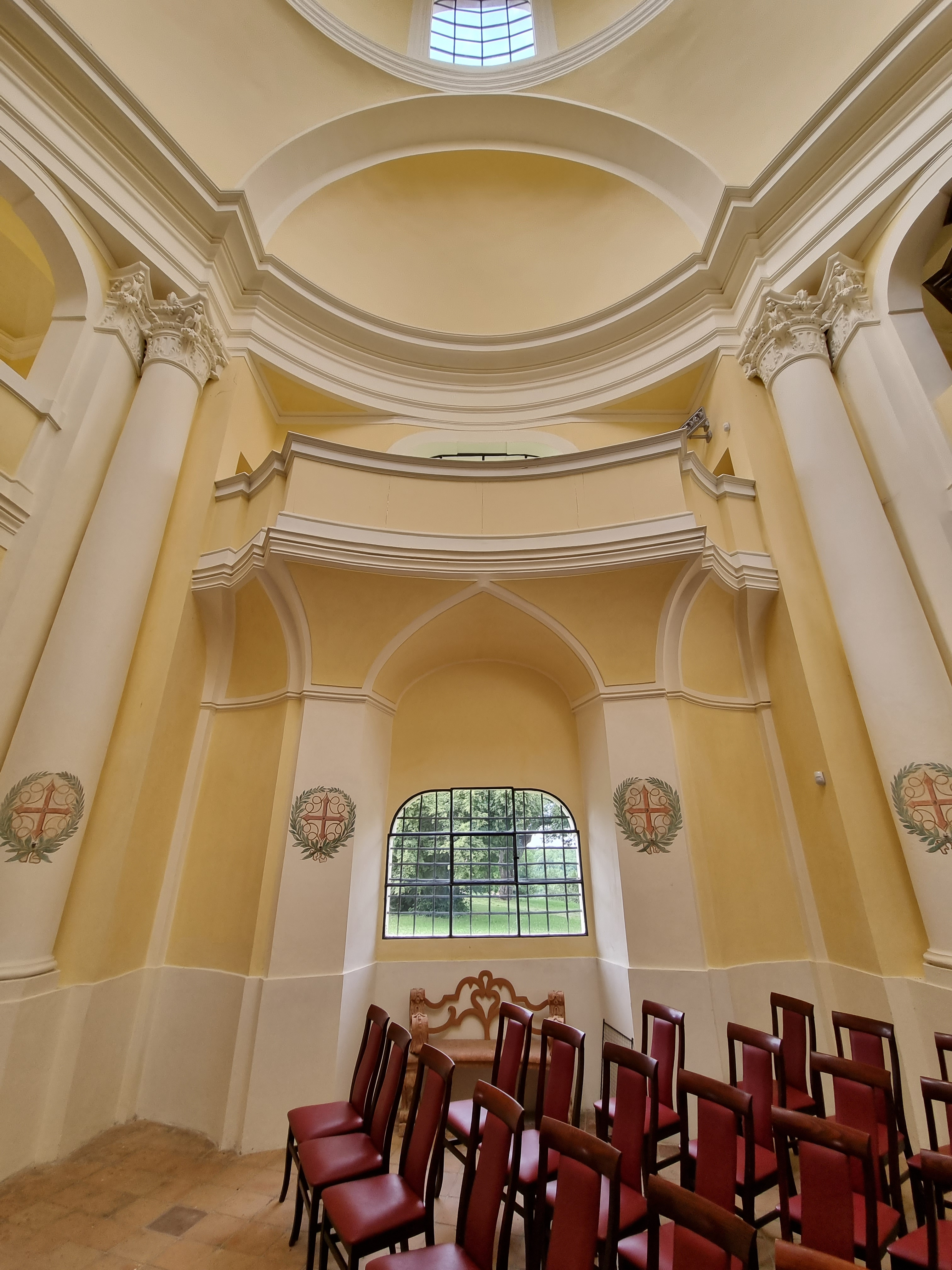
Empora
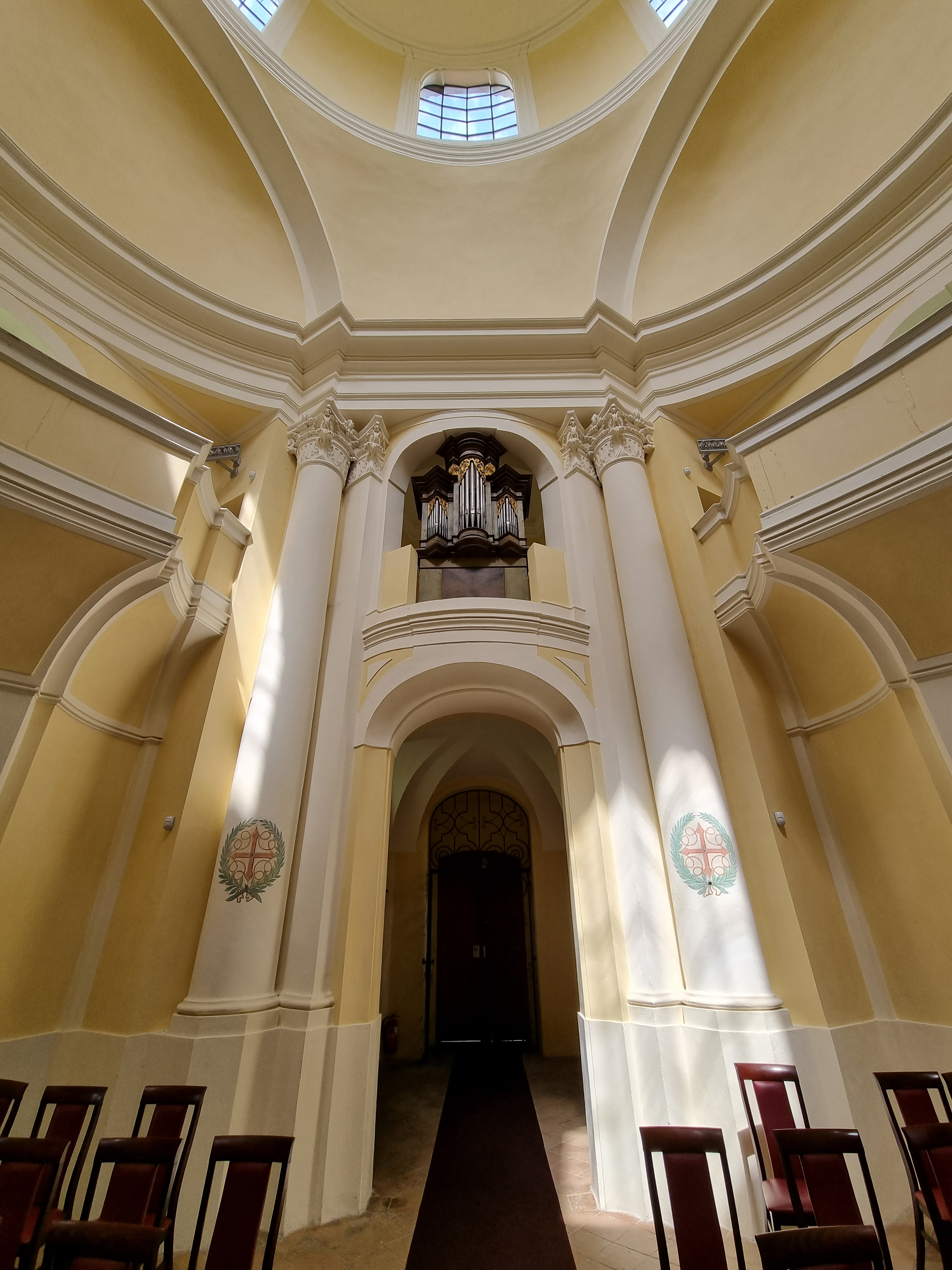
Podhled ke vstupu na varhany